# Rijnwaarden
Rijnwaarden  è un'ex-municipalità dei Paesi Bassi  di 11 064 abitanti situata nella provincia della Gheldria. Istituita il 1º gennaio 1985 dall'unione dei precedenti comuni di Herwen en Aerdt e Pannerden, è stata soppressa il 1º gennaio 2018, il suo territorio è stato integrato in quello della municipalità di Zevenaar.

## Storia

### Simboli
Lo stemma di Rijnwaarden si blasona:
Il 1º gennaio 1985, i comuni di Pannerden e Herwen e Aerdt sono stati sciolti per formare il comune di Rijnwaarden. Il nuovo stemma, concesso il 12 ottobre 1988 con Regio Decreto, riproduce in parte quello dell'ex municipio di Herwen en Aerdt, meno il simbolo di Rossum (d’argento a tre pappagalli di rosso) che è stato incorporato in quello della municipalità di Maasdriel. Al suo posto sono state collocate tre tegole prese dello stemma di Pannerden, mentre le altre figure sono rimaste le stesse. La torre è l'antico simbolo di Herwen en Aerdt e in origine era lo stemma della corporazione di Schutterij di Lobith, senza però il cancello davanti. Questo elemento è stato aggiunto su suggerimento del Consiglio araldico al momento della richiesta di concessione dello stemma per l'ex municipio di Herwen en Aerdt. Il leone è l’emblema della famiglia van der Horst. 
Il 1º gennaio 2019, il comune è stato sciolto e si è fuso con Zevenaar e la torre di Rijnwaarden è stata inclusa nel nuovo stemma di Zevenaar.

Stemma di Rijnwaarden
Stemma di Herwen en Aerdt
Stemma di Pannerden
Stemma di Zevenaar dal 2019